# Rosa de Jesús Pescatore de Tarantini
Rosa de Jesús Pescatore de Tarantini (Corrientes, 21 de enero de 1917 - 19 de septiembre de 2008) fue una política argentina.
Una de las dos mujeres que integraron la Convención Constituyente de la Provincia de Formosa en el año 1957.
Cursó los estudios primarios y secundarios en su ciudad natal (Corrientes).
Radicada en la ciudad de Formosa, ejerció la profesión de farmacéutica, además de la docencia como profesora de Merceología en la Escuela Nacional de Comercio.
Tuvo a su cargo la organización de la farmacia en el Instituto de Asistencia Social Empleados Públicos de Formosa (IASEP) y la atención de la sección farmacéutica del Policlínico Ferroviario de Formosa.
Como resultado de su actividad política, militante de la UCRI (Unión Cívica Radical Intransigente) fue elegida Convencional Constituyente Provincial en 1957 y concejala municipal de la Ciudad de Formosa por el período 1958-1962.
Falleció el 19 de septiembre de 2008 